# Le confessioni di una sedicenne
Le confessioni di una sedicenne è un film drammatico del 1961 diretto da Georg Tressler.

## Trama
L'adolescente Jutta è determinata ad evitare il divorzio dei genitori a qualunque costo.